# La Tour-en-Jarez
La Tour-en-Jarez – miejscowość i gmina we Francji, w regionie Owernia-Rodan-Alpy, w departamencie Loara.
Według danych na rok 1990 gminę zamieszkiwały 1123 osoby, a gęstość zaludnienia wynosiła 222 os./km² (wśród 2880 gmin regionu Rodan-Alpy La Tour-en-Jarez plasuje się na 717. miejscu pod względem liczby ludności, natomiast pod względem powierzchni na miejscu 1510.).